# I. e. 215
Évszázadok: i. e. 4. század – i. e. 3. század – i. e. 2. század
Évtizedek: i. e. 260-as évek – i. e. 250-es évek – i. e. 240-es évek – i. e. 230-as évek – i. e. 220-as évek – i. e. 210-es évek – i. e. 200-as évek – i. e. 190-es évek – i. e. 180-as évek – i. e. 170-es évek – i. e. 160-as évek
Évek: i. e. 220 – i. e. 219 – i. e. 218 – i. e. 217 –  i. e. 216 – i. e. 215 – i. e. 214 – i. e. 213 – i. e. 212 – i. e. 211 – i. e. 210

## Események

### Itália és Hispánia
- Rómában Lucius Postumius Albinust és Tiberius Sempronius Gracchust választják consulnak. Albinust távollétében választják meg, mert az előző évben praetorként két légióval északra küldték a Hannibálhoz pártoló gall boiusok ellen. Mielőtt felvehetné hivatalát, a boiusok egy erdőben csapdába csalják és katonáinak többségével együtt megölik. Helyére Marcus Claudius Marcellust kérik fel, de a választásnál mennydörgés hallatszik, amit a papok rossz ómennek értékelnek, ezért lemond. A második consul végül Quintus Fabius Maximus Verrucosus lesz.
- Hispániában Hasdrubal Karthágó utasításainak engedve elindul Itália felé Hannibalt megsegíteni, de Publius Cornelius Scipio és fivére, Cnaeus Cornelius Scipio Calvus feltartóztatják és a dertosai csatában szétverik seregeit.
- A karthágóiak partraszállnak Szardínián, de a cornusi csatában vereséget szenvednek.
- Rómában Caius Oppius néptribunus kezdeményezésére megszavazzák a lex Oppiát, amely korlátozza a fényűzést (elsősorban a nők öltözködését).
- Marcus Claudius Marcellus ismét megakadályozza, hogy a punok elfoglalják Nolát. Hannibal megszállja Heraclea és Thurii dél-itáliai, görög lakosú városokat.
- Gracchus consul szétveri a Hannibalhoz átállt campaniabeliek seregét, majd Hannibal közeledtére visszavonul Cumaeba.
- Meghal II. Hierón, a szicíliai Szürakuszai királya, a rómaiak szövetségese. Utóda unokája, a tizenöt éves Hierónümosz.

### Hellenisztikus birodalmak
- V. Philipposz makedón király szövetséget köt Hanniballal, elsősorban Róma ellen. A punok ígéretet tesznek, hogy egy esetleges békeszerződésnek ki kell térnie a rómaiak által elfoglalt illír területekre.
- III. Antiokhosz szeleukida király az Egyiptommal való háború lezárása után Kis-Ázsiába vonul, és I. Attalosz pergamoni király segítségével visszafoglalja azokat a területeket, amelyeket a lázadó hadvezére, Akhaiosz kerített hatalmába. Akhaiosz Szardeisz fellegvárába húzódik, ahol két éven át tartják ostrom alatt.

## Születések
- IV. Antiokhosz Epiphanész, szeleukida király

## Halálozások
- Rodoszi Apollóniosz, görög költő
- II. Hierón, szürakuszai király

## Fordítás
- Ez a szócikk részben vagy egészben  a(z)   215 BC című angol Wikipédia-szócikk ezen változatának fordításán alapul.  Az eredeti cikk szerkesztőit annak laptörténete sorolja fel. Ez a jelzés csupán a megfogalmazás eredetét és a szerzői jogokat jelzi, nem szolgál a cikkben szereplő információk forrásmegjelöléseként.